# Othon IV de Brunswick-Grubenhagen
Othon IV, duc de Brunswick-Grubenhagen (vers 1320 †  mars ou avril 1399), prince de Tarente par son mariage avec la reine Jeanne Ire de Naples, était un prince cadet de la maison de Brunswick, issue de la dynastie des Welfs, elle-même issue de la maison d'Este.

## Biographie
Othon est le fils aîné d'Henri II de Brunswick-Grubenhagen, dit le jeune ou "Henri de Grèce", duc de Grubenhagen et de sa première épouse, Jutta de Brandebourg. Son père est le troisième fils d'Henri Ier de Brunswick-Grubenhagen, fondateur de la principauté de Grubenhagen. L'héritage de la maison de Brunswick ayant été divisé en de très nombreuses parts, Othon ne recueille pratiquement rien : son dynamisme naturel ne pouvant se satisfaire de cette situation, il prend le parti de quitter son pays, comme son père précédemment, et d'aller chercher fortune en Italie, où il propose ses services comme condottiere.
Guerrier valeureux et même téméraire, il entre au service du marquisat de Montferrat et livre son premier combat lors de la bataille d'Asti, en 1339, âgé de 19 ans à peine. Il est ensuite présent à la bataille de Gamenario, aux côtés de Jean II. 
En 1352, il quitte l'Italie pour combattre pour le compte du roi de France, Jean II, qui lui fait épouser Yolande, fille de Bérenger de Villargut, veuve du roi Jacques III de Majorque. Ce mariage apporte au jeune prince un patrimoine considérable et il devient le membre le plus riche de la bien pauvre maison de Grubenhagen. Il retourne peu après en Italie, où Jean II de Montferrat le désigne tuteur de ses fils Secondotto et Jean III.  
En 1355, il assiste au couronnement de Charles IV de Luxembourg à Rome. 
À la mort de Yolande, Othon jouit d'une solide réputation comme chef de guerre acquise dans les différentes campagnes militaires qui touchent la péninsule. Le pape Grégoire XI propose alors de lui faire épouser Marie de Korikos, veuve du roi Constantin V d'Arménie, fille d'Oshin de Korikos et de Jeanne de Tarente et petite-fille de Philippe de Tarente, mais le projet en reste là. 
Le 25 mars 1376, il épouse, avec l'accord de Grégoire XI, la reine Jeanne Ire de Naples, dont il est le quatrième mari, sans pour autant être couronné roi. Il obtient toutefois en échange la principauté de Tarente, le comté d'Acerra et quelques châteaux en Provence. Par ce mariage, la reine Jeanne cherche pour sa part un appui contre les ennemis qui la menacent. Après la mort de Grégoire XI, le royaume de Naples est pleinement impliqué dans les controverses liées au Schisme d'Occident (1378) entre les deux successeurs de Grégoire, Urbain VI et Clément VII. Othon et la reine Jeanne prennent parti pour Clément VII et sont les premiers à l'accueillir à Naples. Par la suite, Clément, principalement soutenu par la couronne de France, est contraint de fuir à Avignon et Jeanne et Othon vont payer cher leur choix : menacés de destitution et d'excommunication par Urbain VI, ils voient celui-ci transférer la souveraineté sur Naples à Charles II de Hongrie, qui est couronné à Rome en 1380. Othon ne peut empêcher Charles de s'emparer de Naples et d'y emprisonner Jeanne (1381) à la forteresse de Muro Lucano.  
Il tente de reprendre la ville avec l'aide de son demi-frère Balthazar et livre combat le 25 août aux troupes de Charles III avec son pupille Jean III de Montferrat, qui perd la vie dans la bataille. Othon et Balthazar sont faits prisonniers et resteront en captivité pendant 3 ans. Jeanne, qui a refusé de renoncer à ses droits, est étranglée en 1382, avant que Louis Ier d'Anjou, dont elle avait fait son héritier, n'ait pu intervenir. Après sa libération, Othon se rend à Avignon, où, après la mort de Louis, il prend le commandement des armées de son successeur, Louis II d'Anjou. À leur tête, il reprend Naples à l'été 1387 et punit ceux qui s'étaient déclarés contre Jeanne. Louis II ne le nomme toutefois pas commandant général du royaume et la déception le fait passer au service de l'héritier présomptif du trône de Naples, Ladislas de Durazzo, pour lequel il tente, en vain, de reconquérir Naples. En 1392, il est fait prisonnier et doit, pour racheter sa liberté, renoncer au comté d'Acerra. 
Il passe ses dernières années dans sa principauté de Tarente, où il meurt en 1399. Son cousin Eric lui succède à la tête du duché de Grubenhagen.